# Cảm biến tải trọng

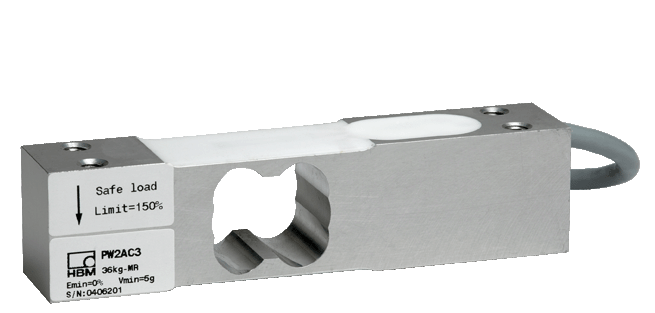
Thành phần cảm biến tải trọng dầm uốn đôi

Cảm biến tải trọng là một bộ cảm biến được sử dụng để tạo ra một tín hiệu điện có độ lớn tỷ lệ thuận với lực đo được. Có nhiều loại cảm biến tải trọng khác nhau bao gồm thủy lực, khí nén và biến dạng.

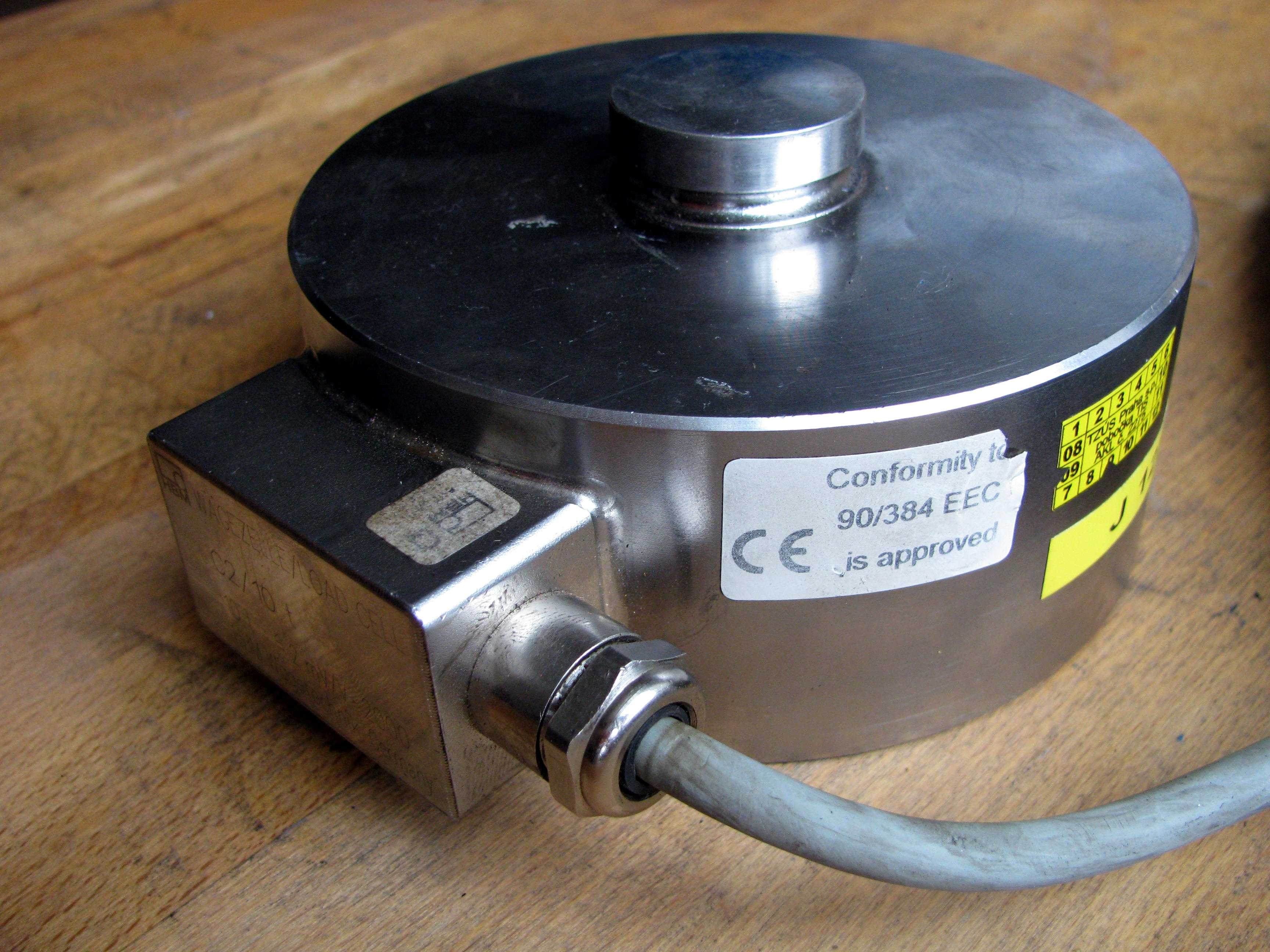
Cảm biến tải trọng kiểu nén

## Cảm biến tải trọng kiểu biến dạng kế

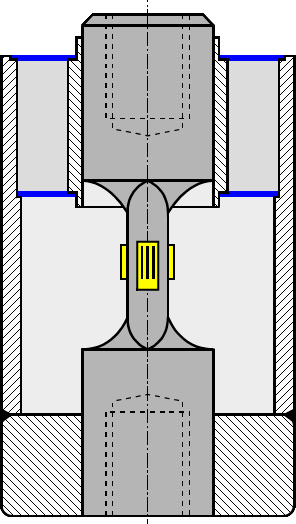
Thành phần lò xo của cảm biến tải trọng thanh đẩy-kéo

Cảm biến tải trọng kiểu biến dạng kế là loại được sử dụng phổ biến nhất trong công nghiệp. Cảm biến tải trọng loại này đặc biệt cứng, có giá trị cộng hưởng rất tốt, và tuổi thọ sử dụng cao. Cảm biến tải trọng kiểu biến dạng kế hoạt động theo nguyên tắc: biến dạng kế (điện trở phẳng) sẽ bị biến dạng khi vật liệu của cảm biến tải trọng bị biến dạng thích hợp. Sự biến dạng của biến dạng kế khiến điện trở của nó thay đổi tỷ lệ thuận. Sự thay đổi điện trở của biến dạng kế làm thay đổi giá trị điện (đã được hiệu chuẩn cho tải) đặt trên cảm biến.
Một cảm biến tải trọng thường bao gồm bốn biến dạng kế được mắc theo sơ đồ cầu Wheatstone. Cảm biến tải trọng dùng một biến dạng kế (cầu một phần tư) hoặc hai biến dạng kế (cầu một nửa) cũng có thể được sử dụng. Đầu ra tín hiệu điện thường có giá trị vài milivolt (mV) và cần phải được khuếch đại bởi một bộ khuếch đại trước khi nó có thể được sử dụng. Đầu ra của bộ chuyển đổi có thể được khuếch đại để tính toán lực tác dụng lên bộ chuyển đổi. Đôi khi một bộ ADC có độ phân giải cao, thường là 24-bit, có thể được sử dụng trực tiếp.
Bản thân các biến dạng kế được gắn vào thành một dầm hoặc bộ phận kết cấu mà sẽ biến dạng khi có vật nặng đè lên. Trong hầu hết các trường hợp, bốn biến dạng kế được sử dụng để thu được độ nhạy tối đa và để bù nhiệt độ. Hai biến dạng kế thường đo lực căng có thể được ký hiệu là T1 và T2, và hai biến dạng kế dùng để đo lực nén có thể được ký hiệu là C1 và C2, và được đấu nối có bù để điều chỉnh. Các cảm biến tải trọng kiểu biến dạng kế về cơ bản là một lò xo được tối ưu hóa để đo độ biến dạng. Biến dạng kế được gắn ở những nơi phân bố độ biến dạng theo dạng nén hoặc dạng căng. Khi có vật nặng đè lên các cảm biến tải trọng, các biến dạng kế đo lực nén C1 và C2 sẽ giảm điện trở của chúng. Đồng thời, biến dạng kế T1 và T2 bị kéo giãn làm tăng điện trở của chúng. Sự thay đổi điện trở làm tăng dòng điện chạy qua C1 và C2 và làm giảm dòng điện chạy qua T1 và T2. Vì vậy, một sai khác về điện áp sẽ được cảm nhận giữa các đầu ra hoặc đầu tín hiệu của cảm biến tải trọng. Các biến dạng kế được gắn trong một cầu sai lệch để tăng cường độ chính xác của phép đo. Khi có trọng lượng đè lên, sự biến dạng làm thay đổi điện trở của các biến dạng kế tỉ lệ thuận với tải trọng. Các cảm biến tải trọng khác đang trở nên ít được sử dụng, khi cảm biến tải trọng kiểu biến dạng kế liên tục được tăng độ chính xác và giảm chi phí đơn vị.

### Hình dạng phổ biến
Các cảm biến tải trọng có một số hình dạng phổ biến như sau:
- Dầm cắt (shear beam), một khối vật liệu thẳng được cố định ở một đầu và chịu tải (đưa tải vào) ở đầu kia
- Dầm cắt đầu đôi (Double-ended shear beam), một khối vật liệu thẳng được cố định ở cả hai đầu và đưa tải vào ở trung tâm
- Cảm biến tải trọng dạng nén, một khối vật liệu được thiết kế để đưa tải vào tại một điểm hoặc vùng chịu nén
- Cảm biến tải trọng loại S, khối vật liệu hình chữ S có thể được sử dụng theo cả dạng nén và dạng kéo (các liên kết tải và cảm biến tải trọng dạng kéo được thiết kế chỉ cho dạng kéo)
- Kẹp dây, một khối gắn liền với một sợi dây thừng và đo độ căng của nó. Kẹp dây được sử dụng phổ biến trong Palăng, cần cẩu và thang máy do dễ dàng lắp đặt; chúng phải được thiết kế với dải tải trọng lớn, bao gồm cả tải cực đại động lực, vì vậy đầu ra cho tải trọng định mức của chúng có xu hướng thấp hơn các loại cảm biến tải trọng khác
- Loadpin, được sử dụng để cảm biến tải trọng trên các trục xe trong hệ thống cân động (WIM).

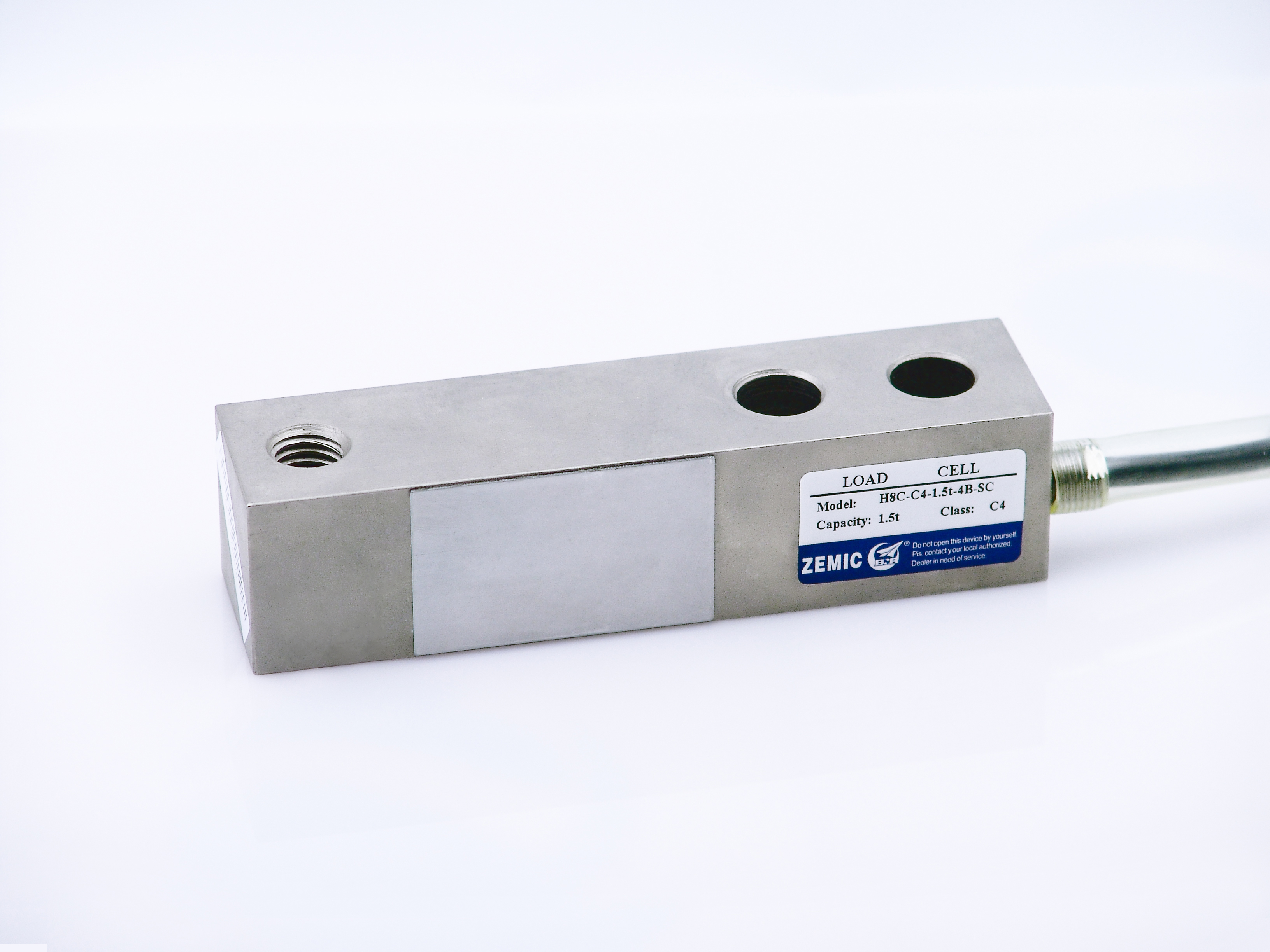
Cảm biến dầm cắt dành cho cân bàn, giường bệnh viện, v.v.

### Những vấn đề thường gặp
- Lắp đặt cơ khí: cảm biến phải được lắp đúng cách. Tất cả các lực tải phải đi qua mà nơi độ biến dạng của nó được cảm nhận phần của cảm biến tải trọng. Ma sát có thể gây ra sự chênh lệch hoặc trễ. Việc lắp đặt sai có thể dẫn đến cảm biến báo các lực dọc theo trục không mong muốn, mà vẫn có thể tương quan với tải trọng cảm nhận được, gây nhầm lẫn cho kỹ thuật viên.
- Quá tải: Trong phạm vi làm việc định mức, các cảm biến tải trọng biến dạng đàn hồi và trở về hình dạng của nó sau khi tải đã rời khỏi. Nếu tải trọng đặt lên cao hơn mức chịu đựng tối đa của nó, vật liệu của cảm biến tải trọng có thể bị biến dạng dẻo; điều này có thể dẫn đến sai lệch tín hiệu, mất tính tuyến tính, khó hoặc không thể hiệu chuẩn, hoặc thậm chí gây tổn thương cơ học đối với phần tử cảm biến (ví dụ như bị phân tách, vỡ).
- Các vấn đề về đấu dây: các dây dẫn nối với cảm biến có thể bị tăng điện trở, ví dụ như do bị ăn mòn. Ngoài ra, dòng rò có thể do sự xâm nhập của độ ẩm. Trong cả hai trường hợp tín hiệu sẽ bị sai lệch (trừ khi tất cả các dây dẫn bị ảnh hưởng như nhau) và độ chính xác sẽ bị mất.
- Nguy hiểm về điện: các cảm biến tải trọng có thể bị hỏng do dòng điện cảm ứng hoặc dòng điện dẫn. Sét đánh vào công trình xây dựng, hoặc hàn hồ quang thực hiện gần các cảm biến, có thể tác động đến các điện trở tốt của biến dạng kế và gây hư hỏng hoặc phá hủy chúng. Để hàn gần cảm biến, đề nghị ngắt điện các cảm biến tải trọng và nối đất tất cả các chân của nó. Điện áp cao có thể phá hỏng lớp cách điện giữa đế và biến dạng kế.
- Tính phi tuyến: ở dãi thấp của thang đo, các cảm biến tải trọng có xu hướng phi tuyến. Điều này trở nên quan trọng đối với các cảm biến có phạm vi đo rất lớn, hoặc dư thừa lớn khả năng chịu tải để chịu được quá tải tạm thời hoặc những cú sốc (ví dụ như kẹp dây). Có thể cần thêm nhiều điểm để cân chỉnh đường đặc tuyến của cảm biến.
- Việc lựa chọn chính xác một cảm biến tải trọng cho ứng dụng là một yếu tố quan trọng để đạt được độ chính xác và độ tin cậy. Vậy những thông số cần phải được xem xét khi lựa chọn một cảm biến tải trọng [5] là gì?

### Kích thích và đầu ra định mức
Cầu được kích thích với điện áp ổn định (thường là 10V, nhưng có thể là 20V, 5V hoặc ít hơn cho thiết bị chạy bằng pin). Điện áp chênh lệch tỷ lệ thuận với tải sau đó sẽ xuất hiện trên các đầu ra tín hiệu. Đầu ra của cảm biến được định mức bằng milivolt trên volt (mV/V) của điện áp chênh lệch ở mức đầy tải định mức cơ học. Vì vậy, một cảm biến tải trọng 2,96 mV/V sẽ cung cấp tín hiệu 29,6 millivolt ở mức đầy tải khi bị kích thích với 10 vôn.
Giá trị độ nhạy điển hình là 1 đến 3 mV/V. Điện áp kích thích tối đa điển hình là khoảng 15 vôn.

### Đấu dây
Các cảm biến đủ cầu thường được đấu theo sơ đồ bốn dây. Các dây dẫn ở đầu trên và đầu dưới của cầu là kích thích (thường được gắn nhãn là E+ và E−, hoặc Ex+ và Ex−), các dây nối hai bên của nó là tín hiệu (có nhãn S+ và S−). Lý tưởng nhất, chênh lệch điện áp giữa S+ và S− là 0 khi tải bằng không, và tăng tỷ lệ với tải trọng cơ học của cảm biến tải trọng.
Đôi khi sơ đồ sáu dây cũng được sử dụng. Hai dây bổ sung là dây "cảm nhận" (sense) (Sen+ và Sen−), và được kết nối với cầu với hai dây Ex+ và Ex- dây, trong cùng một kiểu tương tự như cảm biến bốn đầu. Với những tín hiệu bổ sung này, bộ điều khiển có thể bù cho sự thay đổi về điện trở dây dẫn do nhiễu như dao động nhiệt độ.
Các điện trở riêng biệt trên cầu thường có điện trở 350Ω. Đôi khi là các giá trị khác (thường là 120Ω, 1,000Ω).
Cầu đo thường được cách điện với bề mặt. Các thành phần cảm biến ở gần nhau và trong tiếp xúc nhiệt tốt lẫn nhau, để tránh các tín hiệu vi sai gây ra bởi sự chênh lệch về nhiệt độ.

#### Sử dụng nhiều cảm biến
Có thể sử dụng một hoặc nhiều cảm biến tải trọng để đo lường một tải đơn.
Nếu lực có thể được tập trung đến một điểm duy nhất (cảm biến có thang đo nhỏ, dây đo tải, tải trọng kéo, tải trọng điểm), một cảm biến đơn có thể được sử dụng. Đối với dầm dài, hai cảm biến ở đầu cuối sẽ được sử dụng. Xi lanh thẳng đứng có thể được đo tại ba điểm, các đối tượng hình chữ nhật thường yêu cầu bốn cảm biến. Nhiều cảm biến hơn được sử dụng cho các thùng chứa hoặc nền tảng lớn hoặc với các tải rất nặng.
Nếu các tải được đảm bảo đối xứng, một số cảm biến tải trọng có thể được thay thế bằng các chốt. Điều này tiết kiệm chi phí của các cảm biến tải trọng nhưng có thể làm giảm đáng kể độ chính xác.
Các cảm biến tải trọng có thể được kết nối song song; trong trường hợp đó, tất cả các tín hiệu tương ứng sẽ được kết nối với nhau (Ex+ tới Ex+, S+ đến S+,...) và tín hiệu thu được là trung bình cộng của các tín hiệu từ tất cả các cảm biến thành phần. Điều này thường được sử dụng đối với cân đo cá nhân, hoặc các cảm biến trọng lượng đa điểm khác.
Việc gán màu phổ biến nhất là màu đỏ cho Ex+, màu đen cho Ex−, màu xanh lá cây cho S+ và màu trắng cho S−.
Việc gán màu ít phổ biến hơn là màu đỏ cho Ex+, màu trắng cho Ex−, màu xanh lá cây cho S+ và màu xanh dương cho S− hoặc màu đỏ cho Ex+, màu xanh cho Ex−, màu xanh lá cây cho S+ và màu vàng cho S−. Các giá trị khác cũng có thể, ví dụ: màu đỏ cho Ex+, màu xanh lá cây cho Ex−, màu vàng cho S+ và màu xanh dương cho S−.

## Cảm biến tải trọng áp điện
Cảm biến tải trọng kiểu áp điện hoạt động trên nguyên tắc biến dạng giống như các cảm biến tải trọng biến dạng kế, nhưng một đầu ra điện áp được tạo ra bởi vật liệu áp điện cơ bản - tỷ lệ thuận với độ biến dạng của cảm biến tải trọng. Loại cảm biến này rất hữu dụng cho các phép đo lường lực động/thường xuyên. Hầu hết các ứng dụng của cảm biến tải trọng dựa trên nguyên lý áp điện đều ở trong các điều kiện tải động, nơi các cảm biến tải trọng biến dạng kế có thể thất bại với các chu kỳ tải động cao.
Phải nhớ rằng hiệu ứng áp điện là động, có nghĩa là, đầu ra điện của một đồng hồ là một hàm xung và không phải là tĩnh. Đầu ra điện áp chỉ hữu ích khi biến dạng đang thay đổi và không đo các giá trị tĩnh.
Tuy nhiên, tùy thuộc vào hệ thống điều hòa được sử dụng, hoạt động "quasi static" (bán tĩnh) có thể được thực hiện.
Sử dụng cái gọi là "Bộ khuếch đại Charge" với hằng số thời gian "Dài" cho phép phép đo chính xác kéo dài nhiều giờ cho các tải lớn cho tới nhiều phút cho các tải nhỏ.
Một ưu điểm khác của cảm biến tải trọng kiểu áp điện, điều kiện đi kèm với bộ khuếch đại Charge, là có thể đạt được dải đo rộng.
Người dùng có thể chọn một cảm biến tải trọng với dãi đo hàng trăm kN và sử dụng nó để đo lực chỉ có vài N với cùng một tỷ lệ Tín hiệu/nhiễu, một lần nữa điều này chỉ có thể với việc sử dụng bộ điều chỉnh "khuếch đại Charge".

## Cảm biến tải trọng thủy lực
Các cảm biến tải trọng thủy lực sử dụng một piston và xy-lanh thông thường và phối hợp với piston được đặt trong một màng đàn hồi mỏng. Piston không thực sự tiếp xúc với cảm biến tải trọng. Các điểm dừng cơ học được đặt để ngăn chặn sự căng quá tải của màng đàn hồi khi tải vượt quá giới hạn nhất định. Cảm biến tải trọng loại này được đồ đầy dầu. Khi tải được đặt lên trên piston, chuyển động của piston và màng dẫn đến sự gia tăng áp suất dầu. Áp lực này sau đó được truyền đến một đồng hồ đo áp suất thủy lực thông qua một ống cao áp lực cao. Ống Bourdon của đồng hồ cảm nhận áp lực và hiển thị lên trên mặt đồng hồ. Bởi vì cảm biến này không có các thành phần điện, nó trở thành lý tưởng để sử dụng trong các khu vực nguy hiểm. Các ứng dụng cảm biến tải trọng thủy lực điển hình bao gồm cân bình chứa, thùng, và phễu. Ví dụ, một cảm biến tải trọng thủy lực sẽ vô can với điện áp thoáng qua (sét đánh) vì vậy loại cảm biến tải trọng này có thể là một thiết bị hiệu quả hơn trong các môi trường ngoài trời. Công nghệ này đắt hơn các loại cảm biến tải trọng khác. Nó là một công nghệ tốn kém và do đó không thể cạnh tranh hiệu quả về kinh tế.

## Cảm biến tải trọng kiểu khí nén
cảm biến tải trọng loại này được thiết kế để tự động điều chỉnh áp suất cân bằng. Áp suất không khí được đặt vào một đầu của màng đàn hồi và nó thoát ra qua một cái vòi được đặt ở dưới cùng của cảm biến tải trọng. Một đồng hồ áp suất được gắn với cảm biến tải trọng để đo áp suất bên trong cảm biến. Độ lệch của màng đàn hồi ảnh hưởng đến luồng không khí qua vòi cũng như áp suất bên trong buồng.

## Các loại khác
Các loại khác bao gồm các cảm biến tải trọng dây rung, rất hữu ích trong các ứng dụng cơ điện do lượng trôi dạt thấp và cảm biến tải trọng điện dung, trong đó điện dung của tụ điện thay đổi khi có tải nén hai bản cực của tụ lại với nhau.

## Đổ chuông
Mọi cảm biến tải trọng đều có thể "đổ chuông" khi bị thay đổi tải đột ngột. Điều này xuất phát từ hành vi giống như lò xo của các cảm biến tải trọng. Để đo tải trọng, chúng phải biến dạng. Như vậy, một cảm biến tải trọng có độ cứng hữu hạn phải có hành vi giống như lò xo, thể hiện các dao động ở tần số tự nhiên của nó. Một mẫu dữ liệu dao động có thể là kết quả của việc đổ chuông. Việc đổ chuông có thể bị chặn trong một kiểu giới hạn bằng các phương tiện thụ động. Ngoài ra, một hệ thống điều khiển có thể sử dụng một bộ truyền động để chủ động làm giảm dao động của cảm biến tải trọng. Phương pháp này có hiệu suất tốt hơn với cái giá là tăng đáng kể độ phức tạp của nó.

## Ứng dụng
Các cảm biến tải trọng được sử dụng trong một số loại dụng cụ đo lường như cân phòng thí nghiệm, cân công nghiệp, cân phương tiện giao thông - hệ thống cân động, cân bàn  và máy thử nghiệm phổ dụng. Từ năm 1993, British Antarctic Survey đã lắp đặt các cảm biến tải trọng tại các tổ sợi thủy tinh để cân chim hải âu con. Các cảm biến tải trọng được sử dụng trong nhiều mục khác nhau như "7 post shaker" thường được sử dụng để lắp đặt các xe đua.

## Các đặc tính của cảm biến tải trọng
Các cảm biến tải trọng thường được sử dụng để đo trọng lượng trong môi trường công nghiệp. Chúng có thể được lắp đặt trên các phễu, lò phản ứng... vv... để kiểm soát trọng lượng của chúng, thườn có vai trò cực kỳ quan trọng đối với một quy trình công nghiệp. Một số đặc tính hiệu suất của các cảm biến tải trọng phải được xác định để đảm bảo chúng sẽ đáp ứng tốt với mong muốn. Trong số những đặc điểm thiết kế đó là:
- Sai số kết hợp
- Khoảng thời gian kiểm tra tối thiểu
- Độ phân giải

### TIÊU CHUẨN
- ASTM E4 - Thực hành kiểm tra lực của các máy thử
- ASTM E74 - Thực hành hiệu chuẩn các dụng cụ đo lực để kiểm tra chỉ thị lực của máy thử
- NTEP - Hội nghị quốc gia về trọng lượng và đo lường (Giấy chứng nhận phù hợp)

Bản mẫu:Sensors